# Capitaine de frégate (France)
Pour les articles homonymes, voir Capitaine de frégate.
Le grade de capitaine de frégate est un grade utilisé dans la Marine française.

## Généralités

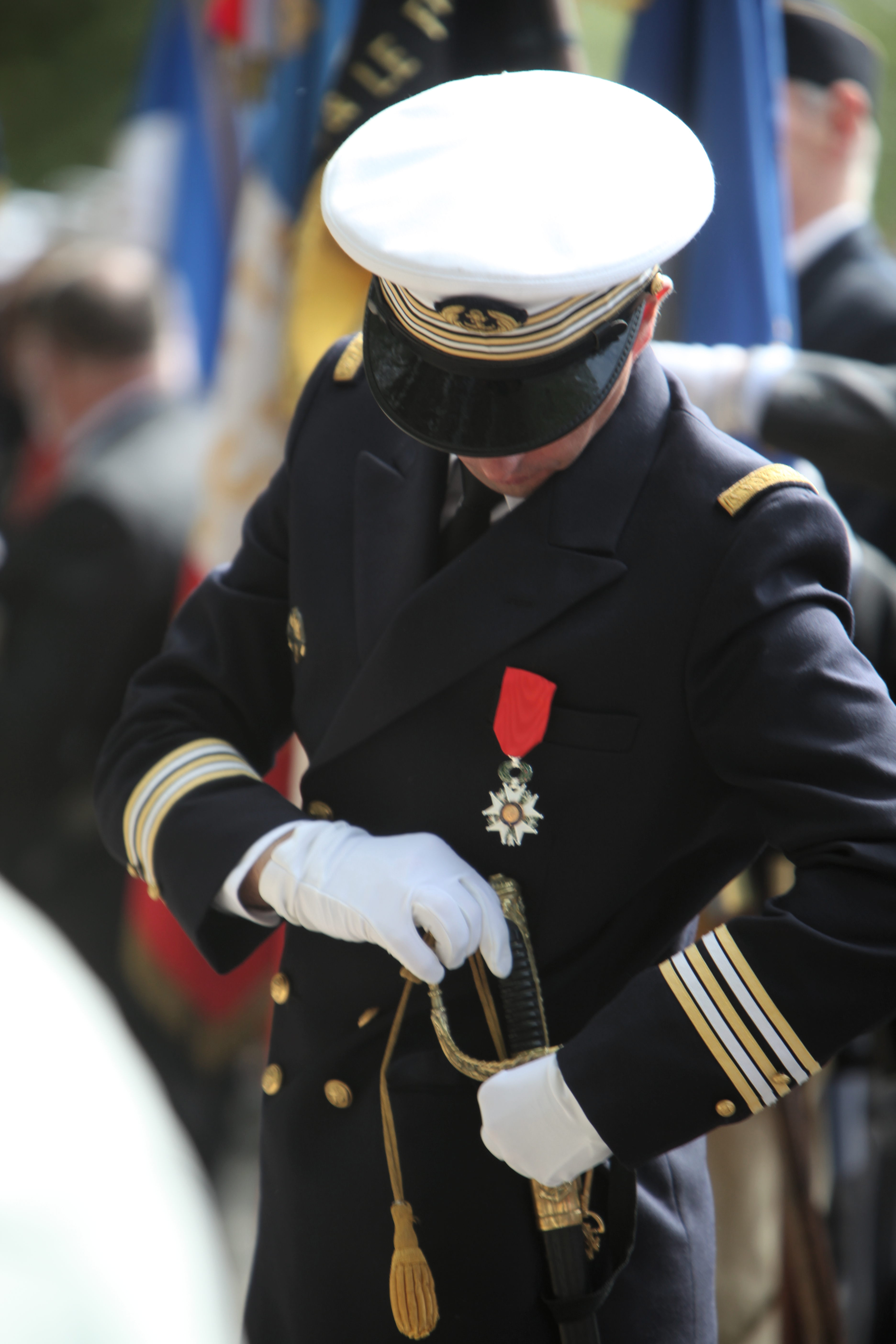
Capitaine de frégate lors d'une cérémonie de.

Dans la marine nationale  française, « capitaine de frégate » est le deuxième grade du corps des officiers supérieurs, dans l'ordre hiérarchique ascendant. Son code OTAN est OF-4. Le capitaine de frégate (en abrégé « CF ») assure les fonctions de commandant d’un bâtiment de la Marine ou de second à bord d’un bâtiment plus important. Il peut également occuper des postes dans les établissements à terre ou en état-major. Il porte cinq galons « panachés », trois « or » alternés avec deux « argent ». On s'adresse à lui en disant « commandant ». Dans l'argot de la Marine, on appelle un capitaine de frégate un « frégaton ».

## Historique
Sous l'Ancien Régime, le grade de capitaine de frégate n'apparaît d'abord que durant certaines périodes. Supprimé à de nombreuses reprises, il n'est rétabli définitivement qu'en 1848. Le grade existe déjà avant Colbert mais à cette époque il est très subalterne (à peu près équivalent à celui de capitaine de brûlot et inférieur à celui de capitaine de galiote) ; par la suite il est rehaussé à plusieurs reprises pour finalement s'intercaler dans la hiérarchie au-dessous de celui de capitaine de vaisseau, le capitaine de frégate devenant finalement l'équivalent d'un lieutenant-colonel de l'armée de terre.
Initialement, ce n'est d'ailleurs qu'un grade attribué à titre temporaire à des roturiers, souvent officiers corsaires ou marchands, qui se sont distingués, et qui obtiennent ainsi le commandement d'une « frégate légère ».
En revanche, un officier noble, issu des gardes de la Marine ne saurait l'accepter et passe directement du grade de lieutenant de vaisseau à celui de capitaine de vaisseau.
Le grade est supprimé en 1772 et rétabli en 1777 avant d'être supprimé à nouveau en 1786 lorsque l'ordonnance du 1er janvier 1786 institue le grade de major de vaisseau. Mais ce dernier grade est supprimé en 1791 et, pendant quelques années, on subdivise le grade de lieutenant de vaisseau en trois sous-classes, que l'on supprime en l'an IV de la Révolution française (1795) lors de la recréation du grade de capitaine de frégate.
Le grade est supprimé une dernière fois entre 1836 et 1848, année après laquelle la hiérarchie des grades prend sa forme actuelle et devient donc, dans l'ordre ascendant : lieutenant de vaisseau, capitaine de corvette (grade créé en 1831,), capitaine de frégate puis capitaine de vaisseau.

## Équivalences

### Forces armées françaises
Dans les armées françaises, ce grade est équivalent à celui de lieutenant-colonel dans l'armée de l'air, l'armée de terre et la gendarmerie nationale.

### Marines étrangères
- Marine allemande : Fregattenkapitän.
- Marines argentine, espagnole et mexicaine : Capitán de Fragata.
- Marine belge : Capitaine de frégate.
- Marines brésilienne et portugaise : Capitão de fragata.
- Marine royale canadienne : Capitaine de frégate (Commander en langue anglaise du Canada).
- Composantes maritimes des forces armées des États-Unis (la United States Navy et la United States Coast Guard) : Commander.
- Marine italienne : Capitano di fregata.
- Marine du Royaume-Uni (Royal Navy) : Commander.